# Публий Афраний Поцит
Публий Афраний Поцит (на латински: Publius Afranius Potitus) е римски плебей, който е против обожествяването на Калигула (упр. 37 – 41 г.).
Той е екзекутиран при Порта Колина.